# روبرتو توبار
روبرتو توبار (بالإسبانية: Roberto Tobar)‏ هو لاعب كرة قدم وحكم كرة قدم تشيلي، ولد في 13 أبريل 1978 في سانتياغو في تشيلي.

## وصلات خارجية
- روبرتو توبار على موقع Soccerway.com (الإنجليزية)